# ヤブムラサキ
ヤブムラサキ（薮紫、学名: Callicarpa mollis）は、シソ科ムラサキシキブ属に分類される落葉低木の1種。属名（Callicarpa）は「美しい」と「実」を意味し、種小名（mollis）は「軟毛のある」を意味する。別名ヤマムラサキ（山紫）ともよばれる。

## 分布と生育環境

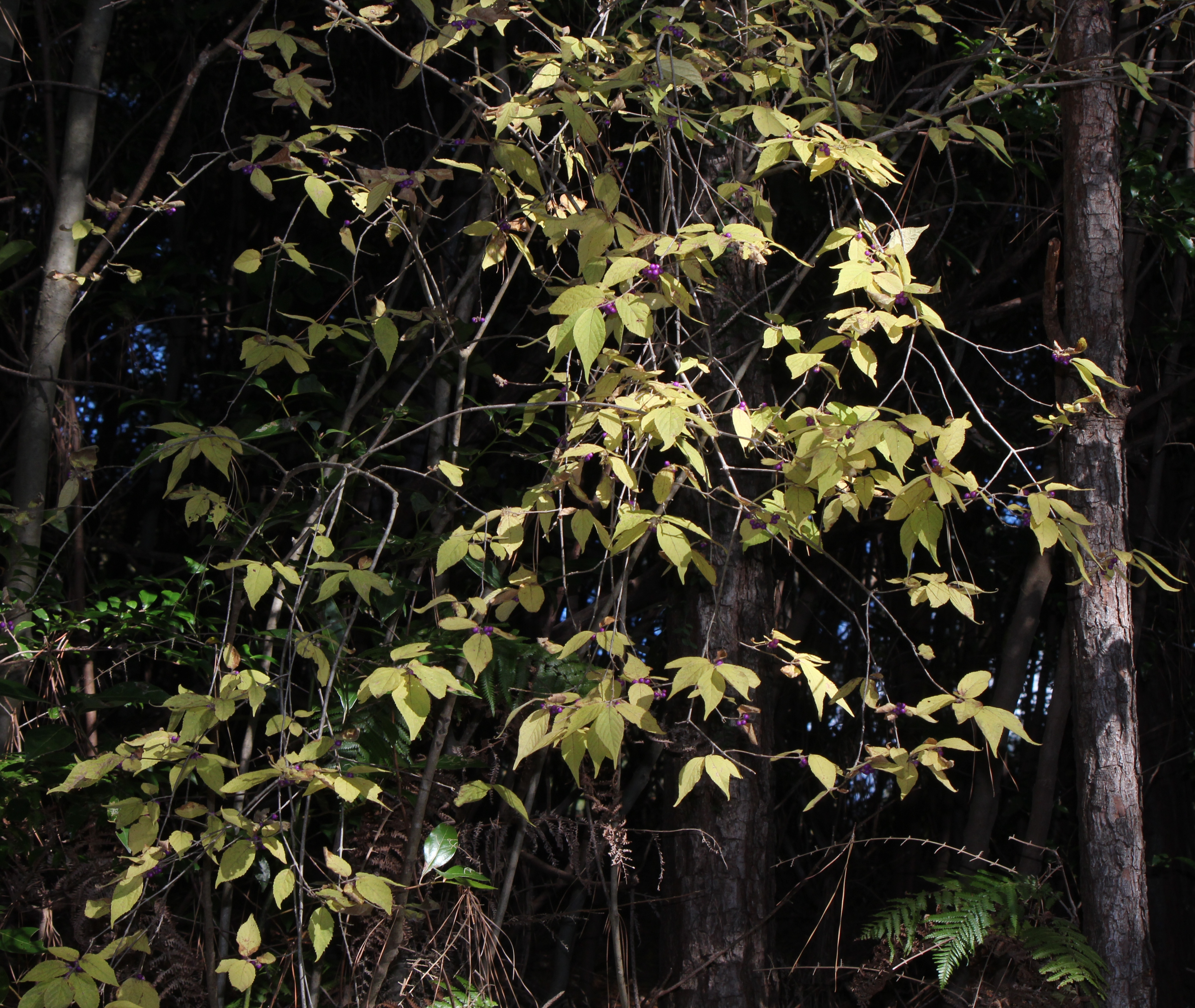
山地の明るい林縁に生育するヤブムラサキ

朝鮮半島と日本の温帯から暖帯にかけて分布する。日本では、本州（宮城県・石川県以南）、四国、九州に分布する。
山地の明るい林内や林縁に普通に生育している。本種が金を数十ppmの濃度で蓄積する特性があることから金の指標植物とされ、植物地化学探査で金鉱化指示植物として有効であることが確認されている。イチモンジカメノコハムシが食草の一つとしている。観賞用樹木として園芸に利用されている。

## 特徴
落葉広葉樹の低木で、樹高は2 - 3 メートル (m) 、大きなものでは5 mあまりになるといわれる。樹皮は灰褐色で滑らかであるが、太い幹の樹皮は縦に裂ける。枝は細く、初め灰白色の星状毛を密生するが、後に無毛となる。葉は薄い洋紙質で対生し、長さ6 - 12 センチメートル (cm) の広卵形または卵状楕円形、両面に腺点があり、表面に軟毛が密生し触るとふわふわし、裏面にはほこりのような星状毛や羽状毛が密生する。ムラサキシキブとの違いは、葉の基部から中央の下半分が幅広く、基部はムラサキシキブよりも丸い。葉柄は長さ3 - 8 ミリメートル (mm) 。
開花時期は6 - 7月。葉腋から短い集散花序を出し、長さ4 - 5 mmほどの薄紫色の小さな花を数個付ける。花冠、萼には星状毛が多い。果実は液果、直径約4 mmの球形で、秋に紫色に熟し宿存する萼に毛がある。ムラサキシキブ属の中では果実が大きく、萼片が残り、その毛の多さが際立つ。
冬芽は星状毛が密生する裸芽で、短い柄があり、幼い葉が2枚向き合うようにつく。側芽は枝に対生する。枝先の頂芽は、毛が多い萼が残る。葉痕は、半円形や円形で、維管束痕が1個つく。ムラサキシキブ（学名: Callicarpa japonica）に似るが、星状毛がより多く、毛深い印象である。

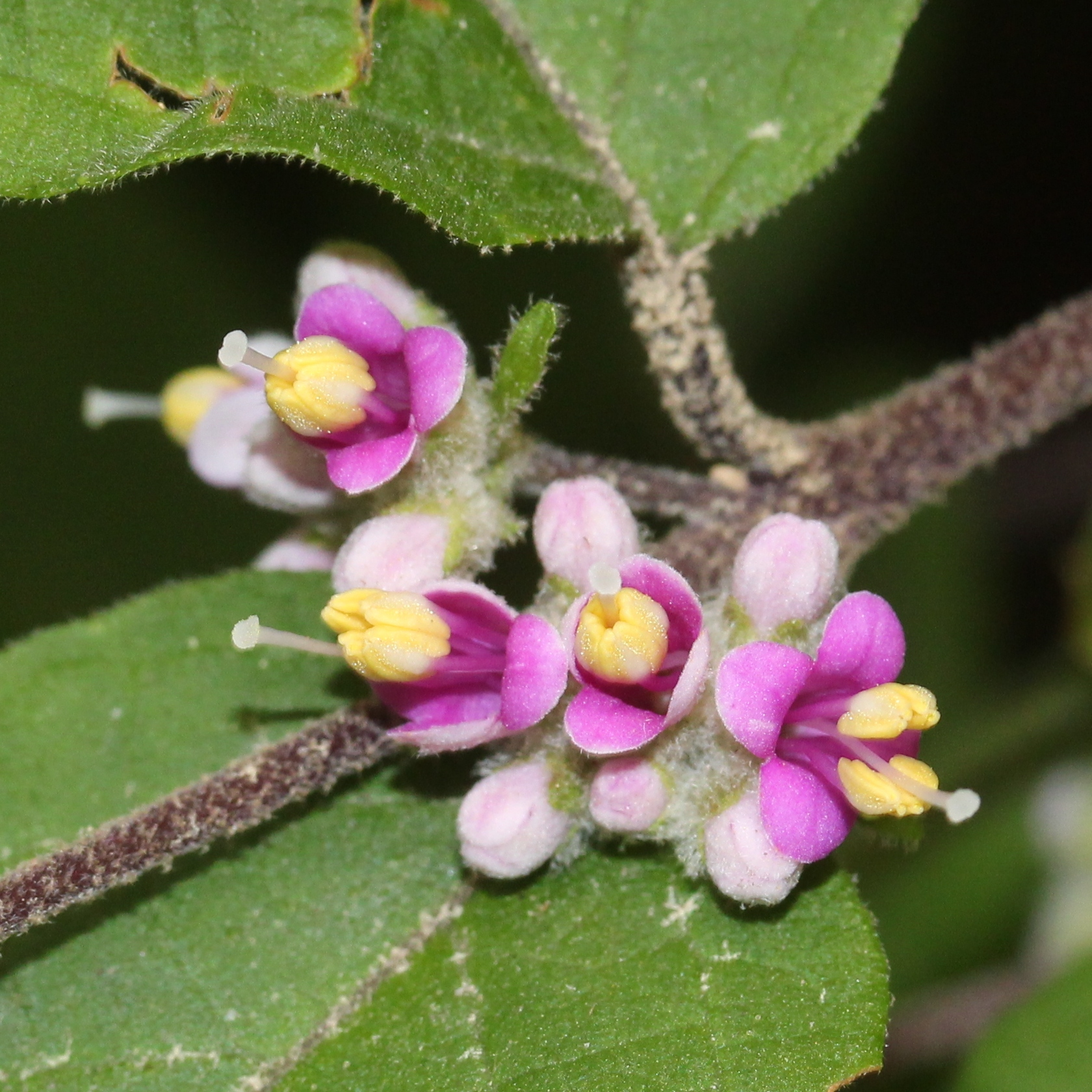
花の細部、花冠、萼には星状毛が多
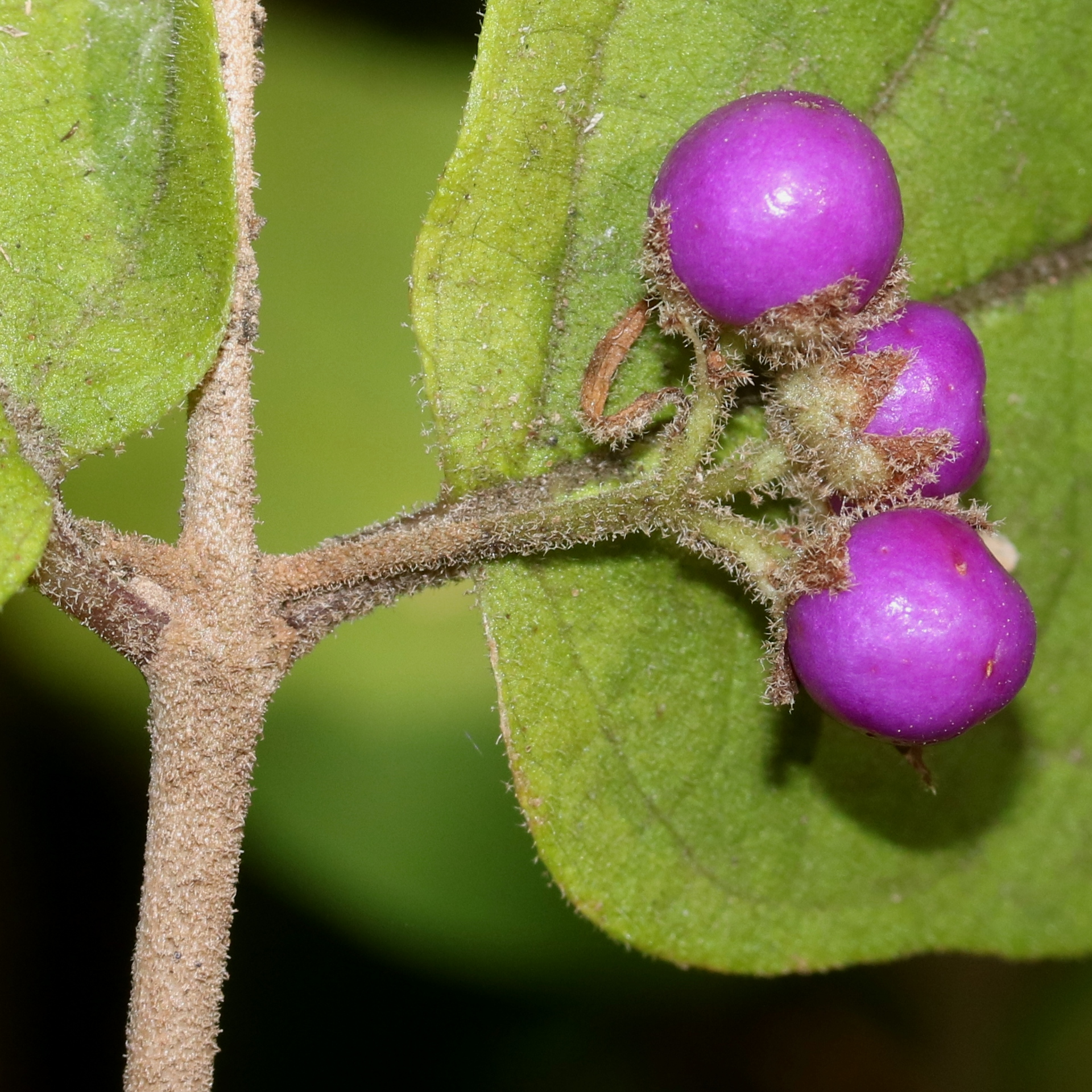
球形の液果
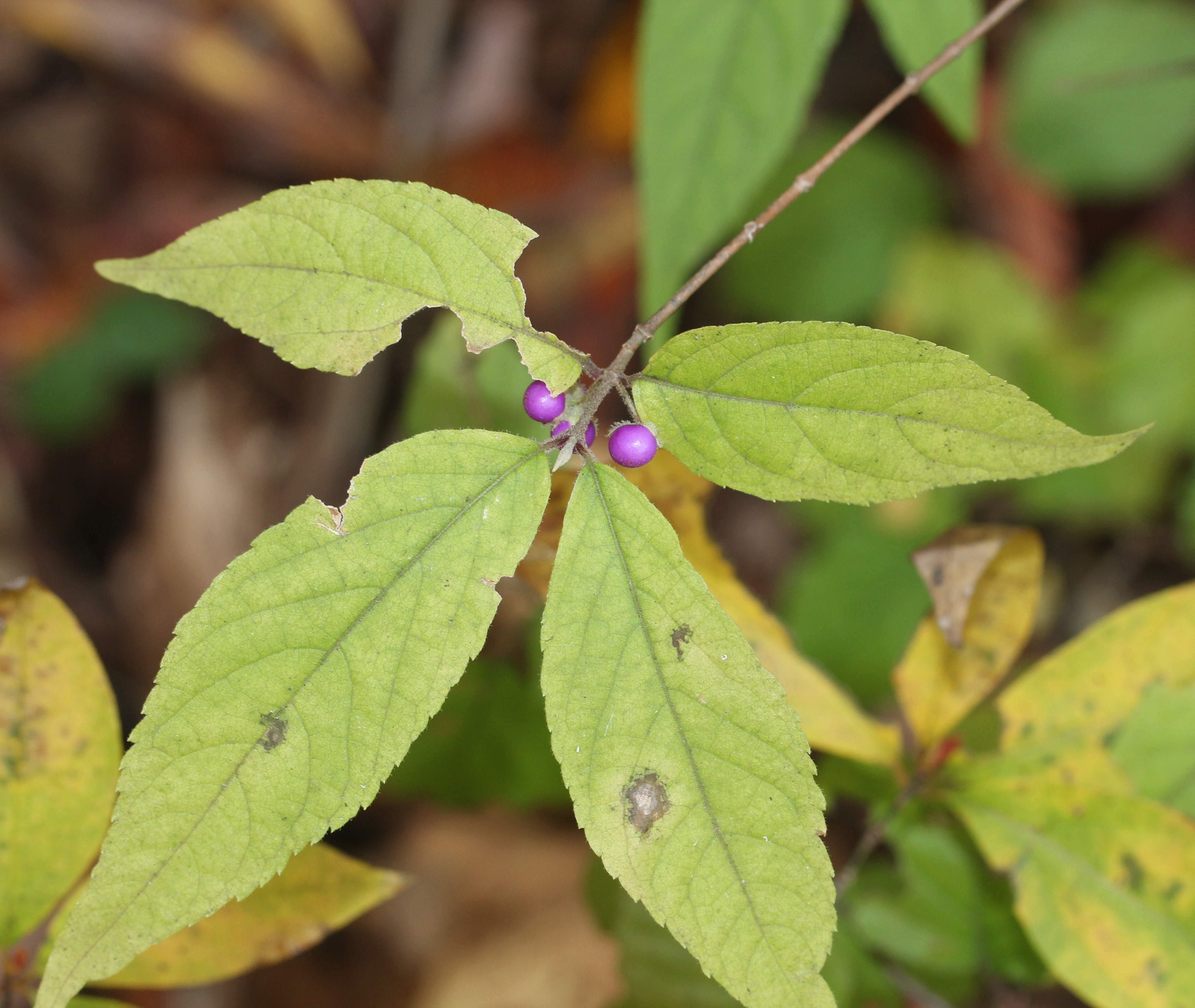
葉の表面に軟毛が密生し触るとふわふわする

## 分類
時にムラサキシキブとの雑種であるイヌムラサキシキブ（学名：Callicarpa x shirasawana Makino）が見られる。以下の品種が知られている。
- シロミノヤブムラサキ Callicarpa mollis Siebold et Zucc. f. albifructa Nanko[2]
- ナガバヤブムラサキ Callicarpa mollis Siebold et Zucc. f. ramosissima (Nakai) W.T.Lee[3]

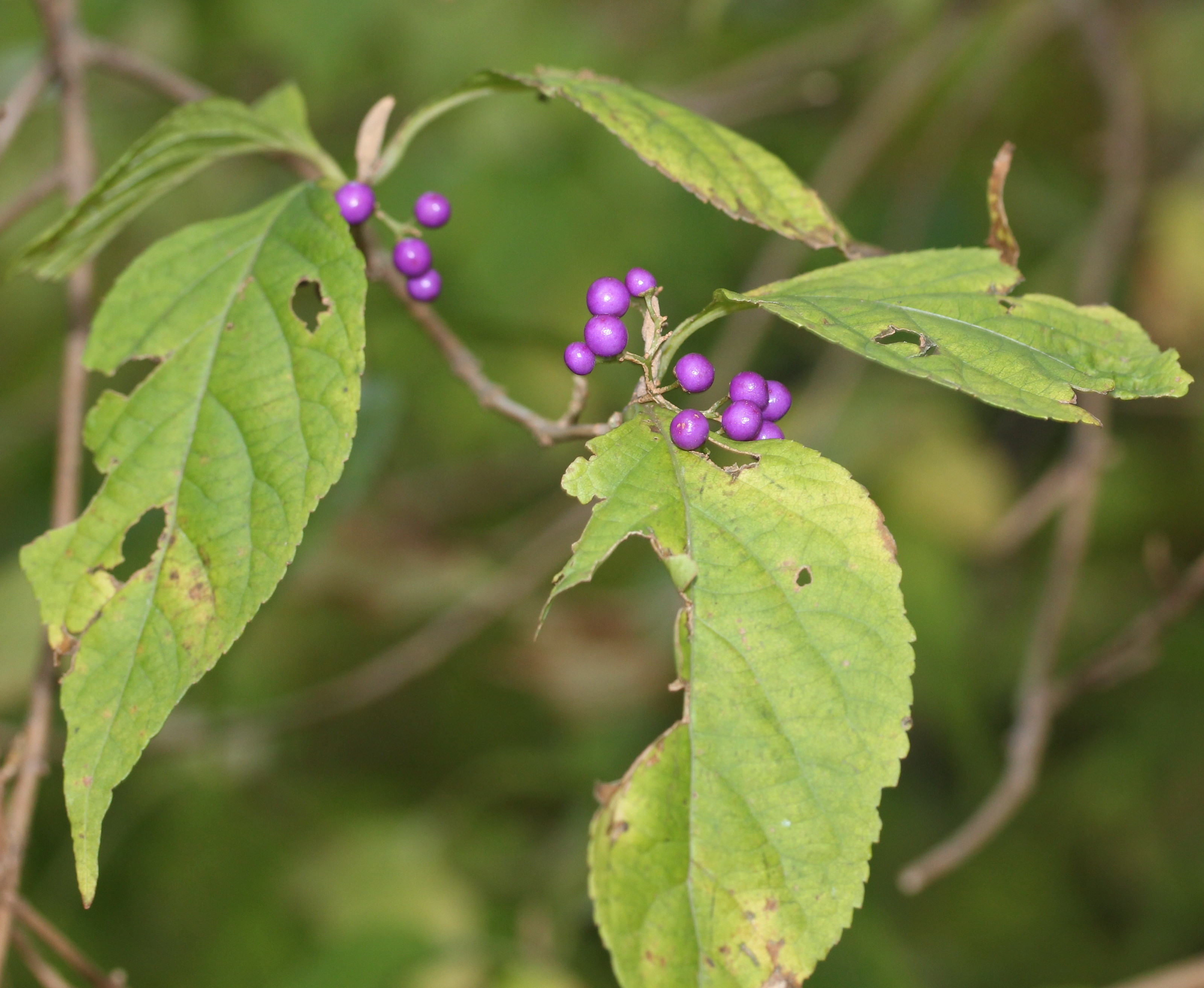
類似種のムラサキシキブ 萼には星状毛がなく、葉の両面とも無毛

## 種の保全状況評価
日本では、以下の都道府県によりレッドリストの指定を受けている。
- 準絶滅危惧(NT) - 石川県[15]
- 分布特性上重要な種 - 鹿児島県